# Coleman (Michigan)
Coleman é uma cidade localizada no estado americano de Michigan, no Condado de Midland.

## Demografia
Segundo o censo americano de 2000, a sua população era de 1296 habitantes.
Em 2006, foi estimada uma população de 1258, um decréscimo de 38 (-2.9%).

## Geografia
De acordo com o United States Census Bureau tem uma área de
2,9 km², dos quais 2,9 km² cobertos por terra e 0,0 km² cobertos por água. Coleman localiza-se a aproximadamente 231 m acima do nível do mar.

## Localidades na vizinhança
O diagrama seguinte representa as localidades num raio de 24 km ao redor de Coleman.